# Perkin Warbeck
Pour les articles homonymes, voir Warbeck.
Succession
Prétendant yorkiste au trône d'Angleterre
1491 – 5 octobre 1497
Perkin Warbeck (né vers 1474 semble-t-il à Tournai, mort le 23 novembre 1499) est un prétendant à la couronne d'Angleterre pendant le règne du roi Henri VII. Il prétendait être Richard de Shrewsbury, duc d'York et frère cadet du roi déchu Édouard V, disparu en 1483 dans le cadre de l'affaire des Princes de la Tour, ce qui faisait de lui une menace pour la légitimité de la nouvelle dynastie Tudor. Henri VII déclara qu'il était un imposteur, et après sa capture, il fut identifié comme Perkin Warbeck, Flamand originaire de Tournai.
Grâce au mystère – de nos jours non encore élucidé – entourant le sort de Richard de Shrewsbury, celui-ci étant mort dans la Tour de Londres ou s'étant évadé, la revendication de Warbeck a pu réunir un certain nombre de partisans, soit parce qu'ils croyaient réellement à son identité proclamée, soit qu'ils étaient simplement désireux de renverser Henri VII. La plupart des historiens mentionnent que cet épisode a coûté plus de 13 000 livres à la monarchie, affaiblissant les finances du Royaume. 
Note : le personnage est appelé Warbeck au cours de l'article, mais il n'utilisait pas cette identité de son vivant, se faisant passer pour Richard de Shrewsbury.

## Enfance
L'histoire personnelle de Perkin Warbeck est mal connue du fait de nombreuses affirmations variables et peu fiables. Il affirmait lui-même être Richard de Shrewsbury, le plus jeune fils du roi d'Angleterre Édouard IV. Après sa capture et son incarcération sous les ordres d'Henri VII, une autre version de sa vie a été publiée sur la base de ses confessions. Celles-ci doivent cependant être prises avec précaution, étant donné qu'elles furent obtenues sous la contrainte. Selon les confessions, il est le fils de John Osbeck (ou Jehan de Werbecque), et de Katherine de Faro, flamande ; son père occupait la profession de comptable pour la ville de Tournai. Ce passé familial est validé par plusieurs archives municipales tournaisiennes, où l'on trouve trace de la plupart des personnes avec lesquelles Warbeck déclara avoir des liens. Sa mère l'amène à Anvers vers l'âge de 10 ans pour apprendre le néerlandais. Là, il est pris en charge par plusieurs professeurs successifs autour d'Anvers et de Middelbourg avant d'être employé par un marchand anglais du nom de John Strewe pendant quelques mois. Après ce passage en Flandres, il aspire à visiter d'autres pays et est embauché par un marchand breton. Celui-ci finit par emmener Warbeck à Cork en Irlande en 1491 alors qu'il a environ 17 ans, et où il apprend l'anglais. Warbeck affirmera qu'en le voyant vêtu de soie, quelques citoyens de Cork, partisans de la maison de York, lui demandèrent à l'honorer comme un membre de la maison royale de York. Il attribua cette attitude à leur envie de se venger de Henri Tudor, et décida de se faire passer pour le fils cadet d’Édouard IV. Cependant, beaucoup d'historiens pensent qu'il a menti sur la façon dont il est devenu prétendant au trône pour brouiller les pistes et dans l'espoir d'échapper à la peine de mort.

## Prétention au trône anglais
Warbeck exprima ses prétentions au trône anglais pour la première fois en Bourgogne en 1490. 
En 1491, il débarqua en Irlande pour tenter de rallier des partisans, suivant l'exemple d'un autre prétendant, Lambert Simnel, quatre ans auparavant. Cependant, il n'en trouva guère et dut revenir sur le continent. Là, plus chanceux, il est reçu par Charles VIII de France, mais celui-ci le chasse en 1492 en vertu du Traité d'Étaples, par lequel le roi de France acceptait de ne pas donner refuge à des rebelles opposés aux Tudor. Il est reconnu comme étant Richard de Shrewsbury par Marguerite d'York, sœur d'Édouard IV d'Angleterre et veuve de Charles le Téméraire. On ignore si elle croyait réellement à son identité proclamée, ou si elle le soutenait pour des raisons politiques. Elle lui enseigna les usages de la cour de York. Le roi d'Angleterre se plaignit de l'asile accordé à Warbeck auprès du nouveau duc de Bourgogne Philippe le Beau et, devant l'absence de réponse, imposa un embargo commercial à la Bourgogne. Warbeck fut reçu par d'autres monarques européens en tant que « duc d'York ». À l'invitation du père du duc Philippe, l'empereur Maximilien, il assista en 1493 aux funérailles de son prédécesseur, l'empereur Frédéric III, et fut reconnu comme le roi Richard IV d'Angleterre. Warbeck promit aussi que s'il mourait avant d'accéder au trône, Maximilien hériterait de ses droits sur la couronne anglaise.

## Premier débarquement en Angleterre
Le 3 juillet 1495, soutenu financièrement par Marguerite de Bourgogne, Warbeck débarque à Dean dans le Kent, espérant y trouver le soutien du peuple. Sa petite armée est mise en déroute, et 150 de ses hommes sont tués avant même que Warbeck lui-même mette pied à terre. Contraint à une retraite immédiate, il part pour l'Irlande. Là, il obtient le soutien du comte de Desmond (probablement le 9e comte, Maurice Fitzgerald) et assiège Waterford, mais, face à une résistance déterminée, il s'enfuit vers l'Écosse. 

## Soutiens écossais
Il est bien reçu par le roi Jacques IV, à qui la présence du prétendant donnait un poids international. Comme Ferdinand II d'Aragon et Isabelle Ire de Castille négociaient une alliance avec Henri VII, Jacques pensa que l'Espagne pourrait l'aider dans sa lutte avec l'Angleterre, pour éviter une escalade de la situation allant jusqu'à la guerre avec la France. Des ambassadeurs espagnols arrivèrent à Édimbourg et plus tard Pedro de Ayala fut nommé ambassadeur permanent. Warbeck épousa une cousine éloignée de Jacques, Catherine Gordon (en), fille du comte de Huntly. Le mariage fut célébré à Edimbourg avec un tournoi. Jacques fournit à Warbeck des vêtements et une armure pour le mariage. L'historienne Katie Stevenson estime que les vêtements indiquent que Warbeck combattit dans une équipe du tournoi, avec le roi et quatre chevaliers. Une copie d'une lettre d'amour en latin, obtenue par Pedro de Ayala, est considérée comme la demande en mariage de Warbeck à Catherine.
En septembre 1496, Jacques IV se prépare à envahir l'Angleterre avec Warbeck. Warbeck, en tant que duc d'York, se fait faire une bannière rouge, or et argent, tandis que l'armure de Jacques est dorée et peinte. Une artillerie est assemblée. John Ramsay rapporta ces évènements à Henri VII. Il vit Roderic de Lalanne, un chevalier flamand, arriver avec deux petits navires et 60 soldats allemands, et rencontrer Jacques IV et Warbeck. Au château d’Édimbourg, Ramsay vit deux gros canons français, 10 Fauconneau et 30 canons remorqués à chargement par la culasse. Il estimait que la force d'invasion ne tiendrait que 4 ou 5 jours après être entrée en Angleterre avant de manquer de ravitaillement. Convaincu que les Écossais pourraient être défaits par une force anglaise modeste, il recommande un mouvement en tenaille depuis Berwick-upon-Tweed, ville anglaise frontalière.
Les Écossais se réunirent près d'Édimbourg et Jacques IV et Warbeck prièrent à l'abbaye de Holyrood le 14 septembre, et le lendemain à la chapelle Saint Triduana et à Notre Dame Kirk de Restalrig. Le 19 septembre, l'armée écossaise était à Ellem, et le 21, elle franchit la Tweed, qui marquait la frontière anglo-écossaise. Des mineurs commencèrent à démolir la tour de Hetoune le 24, mais l'armée dut vite se retirer : ses provisions étaient épuisées et aucun mouvement populaire en faveur de Warbeck ne s'était déclenché dans le Northumberland. D'après une chronique anglaise, les Écossais pénétrèrent de quelque 6 km en Angleterre, bannières déployées, et détruisirent quelques maisons fortifiées. Il se retirèrent le 25 septembre 1496, à l'approche d'une armée anglaise marchant depuis Newcastle sous les ordres de Lord Neville. Quand la nouvelle de cette invasion parvint au duc de Milan Ludovic Sforza, le 21 octobre 1496, il écrivit à son ambassadeur en Espagne pour demander que les Espagnols intercèdent entre l'Angleterre et l'Écosse. Cette mission fut confiée à Pedro de Ayala.
Plus tard, voulant se débarrasser de Warbeck, Jacques IV lui fournit un navire, le Cuckoo, avec un équipage embauché pour l'occasion, sous le commandement d'un capitaine breton qui ramena Perkin à Waterford en juillet 1497. Le roi d'Écosse conclut la paix avec l'Angleterre par le traité d'Ayton. Perkin tenta à nouveau d'assiéger Waterford, mais il dut fuir l'Irlande après seulement onze jours de siège, pourchassé par quatre navires anglais. Selon certaines sources, il n'avait alors que deux navires et 120 hommes.

## Deuxième débarquement en Cornouailles

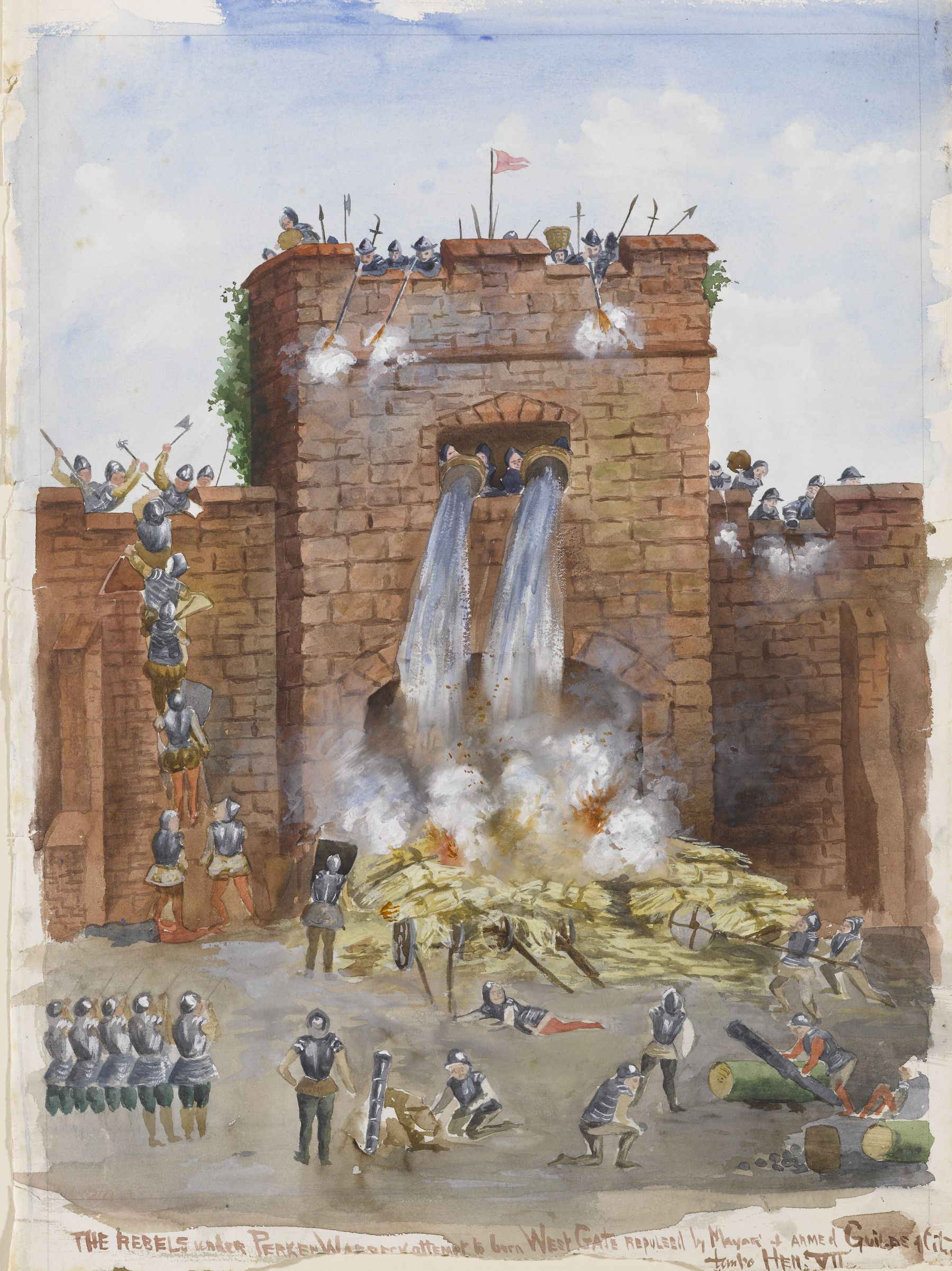
Les soldats sous Perkin Warbeck par Mary Drew 1900-1920 Royal Albert Memorial Museum (L109).

Le 7 septembre 1497, Warbeck débarqua à Whitesand Bay, près de Land's End, en Cornouailles. Il espérait profiter du ressentiment des Corniques après l'échec de leur révolte trois mois auparavant. Warbeck proclama qu'il mettrait fin aux impôts excessifs levés pour financer une nouvelle guerre contre l’Écosse, et fut bien accueilli. Il fut proclamé « Richard IV » à Bodmin Moor et son armée de quelque 6000 Corniques entra à Exeter avant d'avancer sur Taunton,.
Henri VII envoya le chef de ses armées, Giles Daubeney, à la rencontre de l'armée cornique, et lorsque Warbeck apprit que les éclaireurs du roi étaient à Glastonbury, il paniqua et déserta ses propres troupes. Il fut capturé à l'abbaye de Beaulieu, dans le Hampshire. Henri VII atteignit Taunton le 4 octobre et y reçut la reddition de l'armée cornique. Les meneurs furent exécutés, les simples combattants soumis à des amendes. Warbeck fut emprisonné, d'abord à Taunton, puis à la Tour de Londres. À Londres, on le fit défiler à dos de cheval dans les rues pour le soumettre aux moqueries du peuple.

## Emprisonnement et mort
Warbeck fut initialement bien traité par Henri VII. Après avoir confessé être un imposteur, il fut relâché et accueilli à la cour du roi. Il était même autorisé à participer aux banquets royaux. Il lui fut cependant interdit de partager la couche de son épouse, qui était entrée au service de la reine Élisabeth d'York.
Au bout de quelques mois, Warbeck s'enfuit le 9 juin 1498 mais n'alla pas plus loin qu'Isleworth. Sous la promesse d'un pardon, Perkin se rendit à nouveau et fut emprisonné à la Tour. Le roi fit publier sa confession qu'il avait rédigée en novembre 1497. Il semble que Warbeck parvint à communiquer depuis sa cellule avec le comte de Warwick Édouard Plantagenêt, emprisonné lui aussi, probablement par le truchement de leurs geôliers. Les deux hommes auraient tenté de s'évader en novembre 1499. Condamné à mort le 16 novembre, Warbeck fut traîné le 23 de la Tour jusqu'à Tyburn, où il lut une confession avant d'être pendu. Le comte de Warwick fut exécuté le 28 novembre.

## Physique
Perkin ressemblait apparemment beaucoup à Édouard IV. Il y eut des spéculations faisant de lui un fils illégitime d'Édouard IV (donc un demi-frère du prince qu'il prétendait être), ou du moins un parent de la maison d'York. Quelques auteurs, comme Horace Walpole, allèrent jusqu'à affirmer que Warbeck était réellement le duc Richard, mais cette hypothèse ne fait pas consensus.

## Dans la culture
L'histoire de Warbeck a inspiré des écrivains, notamment le dramaturge John Ford, qui a écrit une pièce de théâtre consacrée au prétendant dans les années 1630.
Friedrich Schiller écrivit un plan et quelques scènes pour une pièce sur Warbeck, mais il ne l'acheva jamais parce qu'il donna la priorité à d'autres œuvres, comme Maria Stuart et Wilhelm Tell,.
Georges Eekhoud a créé en 1902 le drame en quatre actes L'Imposteur magnanime, Perkin Warbeck.